# Ruth Carol Taylor
Ruth Carol Taylor (Boston, 27 de diciembre de 1931) es la primera auxiliar de vuelo afroestadounidense en los Estados Unidos. Su primer vuelo fue a bordo de un vuelo de Mohawk Airlines desde Ithaca a Nueva York.

## Primeros años de vida
Nacida en Boston, Massachusetts, en una familia de ascendencia negra, blanca y cheroqui. Su madre era Ruth Irene Powell Taylor, enfermera, y su padre era William Edison Taylor, peluquero. Cuando Ruth era joven, su familia se mudó a una granja en el norte del estado de Nueva York.
Taylor asistió a Elmira College y se graduó como enfermera registrada en la Escuela de Enfermería de Bellevue en la ciudad de Nueva York.

## Carrera
Contratada en diciembre de 1957, el 11 de febrero de 1958, Taylor era la auxiliar de vuelo en un vuelo de Mohawk Airlines de Ithaca a Nueva York, la primera vez que un afroestadounidense ocupaba ese puesto. La despidieron a los seis meses como resultado de la entonces común prohibición de matrimonio de Mohawk.
Más tarde, Taylor se involucró de manera significativa en la cobertura de la Marcha de 1963 en Washington y como activista por los asuntos del consumidor y los derechos de la mujer. Escribió The Little Black Book: Black Male Survival in America (1985), cuyo propósito es «salvar vidas, las vidas de los hombres africanos negros que están en la lista de especies en peligro de extinción», en vista del racismo endémico en los Estados Unidos hacia los afroestadounidenses.
En 2008, 50 años después de su vuelo histórico, sus logros fueron reconocidos formalmente por la Asamblea Estatal de Nueva York.